# 여자의 강
《여자의 강》은 1982년에 방영되었던 목금드라마이다.

## 기획의도
직장인 아내와 남편, 그리고 사장의 삼각관계를 그린 멜로 드라마

## 제작진
- 극본 : 박정란
- 연출 : 정병식

## 출연진
- 김세윤
- 노주현
- 유지인
- 장희수